# Майкл Доусон
Майкл Доусон (англ. Michael Dawson) — один из главных героев американского телесериала «Остаться в живых», сыгранный Гарольдом Перрино. Майкл — один из выживших, летевших в средней части самолёта рейса Oceanic 815. Он прибыл в Австралию, чтобы забрать своего сына Уолта (Малкольм Дэвид Келли), так как его бывшая жена и мать Уолта Сьюзан (Тамара Тэйлор) скончалась от рака. Уехал с острова вместе с сыном во втором сезоне и вернулся на корабле Kahana в четвёртом. Его персонаж стал символом предательства во вселенной этого телесериала.

## Биография
У Майкла была девушка Сьюзан, которая была беременна от него. Когда родился ребёнок, Сьюзан сказала Майклу, что ей предложили хорошую работу в другом городе, сначала Майкл не хотел отпускать Сьюзан и Уолта, но потом согласился. Через некоторое время Майкл из автомата позвонил Сьюзан и услышал мужской голос, она ему рассказала, что у неё появился парень. Майкл бросил трубку, побежал через дорогу, и его сбила машина. Пока Майкл лежал в больнице, к нему пришла Сьюзан и сказала, что это она оплатила его лечение, скоро Сьюзан выходит замуж за Брайана, который собирается усыновить Уолта и они всей семьей уезжают в Австралию. Майкл и Сюзан снова ссорятся из-за Уолта, и Сью уходит. Спустя восемь лет Майклу звонит Брайан — муж Сьюзан, и рассказывает, что она умерла от рака и он просит забрать Уолта.
Майкл приезжает к Брайану и знакомится с Уолтом, встреча проходит не очень хорошо, но Уолт всё же уезжает с отцом. Чтобы понравиться сыну, Майкл разрешает ему взять его пса — Винсента («Особенный», 14-я серия 1-го сезона). В аэропорту Уолт не слушался Майкла и играл в Gameboy. Майкл пошёл к телефону и позвонил своей маме, начал спрашивать её, что ему делать с Уолтом, когда он его не слушается, и начал предлагать отдать ей ребёнка, она ему ничего не ответила, и положила трубку. Майкл обернулся, а там стоит Уолт и говорит, что нужны батарейки для его игры. («Исход. Часть 2», 24-я серия 1-го сезона)

### На Острове
Очутившись вместе с Уолтом на Острове, Майкл столкнулся с проблемой: отношения с сыном никак не складывались. После крушения самолёта пропал Винсент — собака Уолта, и он целыми днями её разыскивал, постоянно углубляясь в заросли — он полагал, что Винсент бегает где-то в лесу. Майкл, зная, что в джунглях водится нечто опасное, переживал за мальчика и запретил Уолту покидать пляж. Но запреты только отдаляли их друг от друга, найти общий язык никак не удавалось. Уолт не желал разговаривать, на все вопросы отвечал односложно. Майкл совершенно не понимал его, потому что, по сути, они были чужими людьми. Однажды, пытаясь разговорить сына и видя, как тот переживает из-за пропажи Винсента, он сказал, что купит новую собаку, когда они вернутся домой. Но сам того не желая, ещё больше расстроил мальчика.
Вскоре Майкл стал замечать, что Уолт много времени проводит со странным человеком. К беспокойству добавилась ревность. Майкл пытался узнать у Уолта, о чём они постоянно беседуют с этим мужчиной. Ответы сына озадачили ещё больше: складывалось впечатление, будто они говорят о чём-то таком, что Майклу знать не положено. Как только закончился дождь. Майкл ругаясь и чертыхаясь, отправился в джунгли искать собаку. Но услышав грозное рычание, бросился бежать. Рано утром его разбудил мистер Локк, он тихонько сказал, что нашёл Винсента и показал, где её привязал. Локк объяснил, что будет лучше, если Майкл сам приведёт собаку сыну.
Майкл обратил внимание на девушку-кореянку. Она вместе со своим мужем держалась вдали ото всех, к тому же не говорила по-английски, но всё равно чем-то неудержимо влекла. В тот день, когда Майкл удирал из джунглей, он наткнулся на обнаженную девушку, и оба испытали страшную неловкость. На следующий день, отправляясь на охоту вместе с Локом, Майкл воспользовался возможностью «заговорить» с девушкой и знаками объяснил, что просит присмотреть за сыном. С «охоты» Майкл вернулся раненым героем — кабан задел его клыком и повредил ногу. Это происшествие немного сблизило отца и сына.
Однажды Майкла избил Джин за то что тот надел часы отца Сун, но впоследствии они помирились. Потом у Майкла появилась идея как выбраться с острова — построить плот. В этом ему помогали Джин и Сойер. Первый плот сжёг Уолт, потом он признался об этом Майклу, тот его предупредил, что если он не хочет плыть они не поплывут, но Уолт извинился перед отцом и сказал, что поплывёт с ними. Они построили второй плот и поплыли, перед этим Саид дал им сигнальную ракету, но сказал, чтобы просто так не стреляли, потому что одна ракета. Ночью они заметили катер и пустили ракету, к ним подплыли какие то старики и сказали, что заберут Уолта, Сойер начал тянуться к пистолету, но бородатый выстрелил первый, и Сойер упал в воду, Джин прыгнул за ним, двое залезли на плот и Майкл начал с ними драться, но они столкнули его в воду, забрали Уолта и взорвали плот.
На следующий день Сойер и Майкл плавали на обломках плота в океане, Майкл чуть не утонул, но Сойер его спас и позже сам вытащил пулю из своего предплечья. Майкл и Сойер понимают, что Уолта похитили «Другие». Они доплывают на обломках плота обратно на Остров. Вдруг из леса выбежал связанный Джин и кричит нечто похожее на «Другие». Потом из леса вышла группа людей с оружием. Те люди с оружием сажают Майкла, Сойера и Джина в яму. Когда их выпустили, Майкл убежал искать Уолта в джунгли. Его искать пошли Мистер Эко и Джин. Они нашли и вернули Майкла. Потом, когда хвостовики присоединились к фюзеляжникам, Майкла встретил Винсент.
Однажды когда Майкл вводил цифры в компьютер, на другой пришло несколько сообщений, когда Майклу был задан вопрос как его зовут, он назвал себя и на экране появилась надпись: «Папа?». Оказалось, что Майкл переписывался с Уолтом, Майкл попросил его дать координаты его нахождения, Уолт их написал и Майкл вырубив Локка и заперев Джека пошёл его искать. Майкл не появлялся на протяжении многих серий, но в одной он вышел из джунглей очень усталый. Его принесли в лагерь Кейт и Джек. Из его флешбэка становится понятно, что всё это время он был в плену у «Других», которые заключили с ним сделку: он обманом приводит Джека, Кейт, Сойера и Хёрли к ним, а они отпускают Уолта и дают ему катер, чтобы он уплыл с Острова. Он выполняет все требования попутно убивая Ану-Люсию и Либби. Он убедил своих друзей что обеих женщин убил Бен, но Саид понял что Майкл блефует. Когда Майкл повёл названную четвёрку к «Другим», Джек разоблачил предательство Майкла, кроме того, стало ясно что он и убийца. Однако идти назад было уже поздно и презираемый всеми, рыдающий Майкл привёл-таки их к нужному месту.
«Другие» выполнили свою часть сделки. Майкл покидает Остров вместе с Уолтом, оставим друзей на произвол судьбы.

### После Острова. Смерть
По словам Майкла, после отплытия, он и Уолт приплыли к населённому острову. Он продал лодку и они сели в грузовой паром, направляющийся в США. Приехав домой, Майкл и Уолт никому не сказали, что они с рейса 815. Майкл рассказал сыну, что когда освободил его из плена, убил Ану-Люсию и Либби и Уолт отказался общаться с ним. Майкл осознав ужас совершённого им же предательства, возненавидел себя и попытался покончить жизнь самоубийством. Сначала он специально попадает в аварию, потом пытается застрелиться, но его останавливает Том. Он предлагает Майклу искупить свою вину. Он нанимается на судно Kahana, плывущее к Острову, пытаясь по приказу Бена устроить на судне саботаж. Майкл соглашается.
Майкл прибывает на судно «Kahana», под именем Кевин Джонсон, перед тем как зайти он мило побеседовал с Наоми Доррит и сильно удивился словам Майлза Строма, когда тот сказал «Тебя зовут не Кевин. Но я никому не расскажу». Когда Майкл попробовал взорвать корабль в первый раз, к нему явился призрак Либби, который преследовал его довольно часто, и из чемодана появилась надпись «Ещё рано». Также он встречает Саида и Десмонда, которые прибыли на корабль на вертолёте. Потом Кими убивает капитана Гольта и устанавливает бомбу, которая зависит от биения его сердца. На Острове Кими погибает от руки Бена, и бомба начинает работать. Майкл находится непосредственно в трюме, рядом с бомбой, пытаясь её обезвредить или продлить время до взрыва. Перед взрывом к нему является Кристиан Шепард и говорит: «Ты можешь уйти». Потом происходит детонация, и Майкл погибает.
После смерти Майкл явился к Хёрли и сказал ему, что он должен всех спасти, потому что теперь только он может их защитить. После Майкл вновь приходит к нему, из их разговора Хёрли узнаёт, что таинственные шёпоты — это голоса умерших людей, которые не могут обрести покой. Майкл говорит Хёрли, что сожалеет, что убил Либби. Майкл не пришёл в церковь в последнем эпизоде, значит он не смог искупить свою вину и пока остаётся в чистилище.

## Характеристика персонажа
Во время трансляции второго сезона Гарольд Перрино, исполняющий роль Майкла, заявил, что «[Майкл] оказался лучше, чем я от него ожидал. Ну или пока он таковым является. Я стараюсь выбирать персонажей, которые мне кажутся сложными и многогранными, умными, вдумчивыми и сострадательными. Я думаю, Майкл обладает всеми этими качествами. Кажется, он будет терпеть множество неудач». Он защищал поведение Доусона во втором сезоне, говоря, что тот двигался к большему числу неприятностей, чем он заслуживает. Синтия Литтлтон из журнала Variety описала его как «наиболее интересного из выживших пассажиров 815-го. Его недостатки, муки, проблемы с чтением, ветреность, борьба с врождёнными способностями, его злейшими врагами — всё это делает его совершенно выдающимся парнем».
Крис Кэработ из IGN назвал Майкла «естественным» отцом. Ведь он известен постоянными криками «Уолт!», «Где мой сын?» и «Вы видели моего мальчика?».

## Создание персонажа

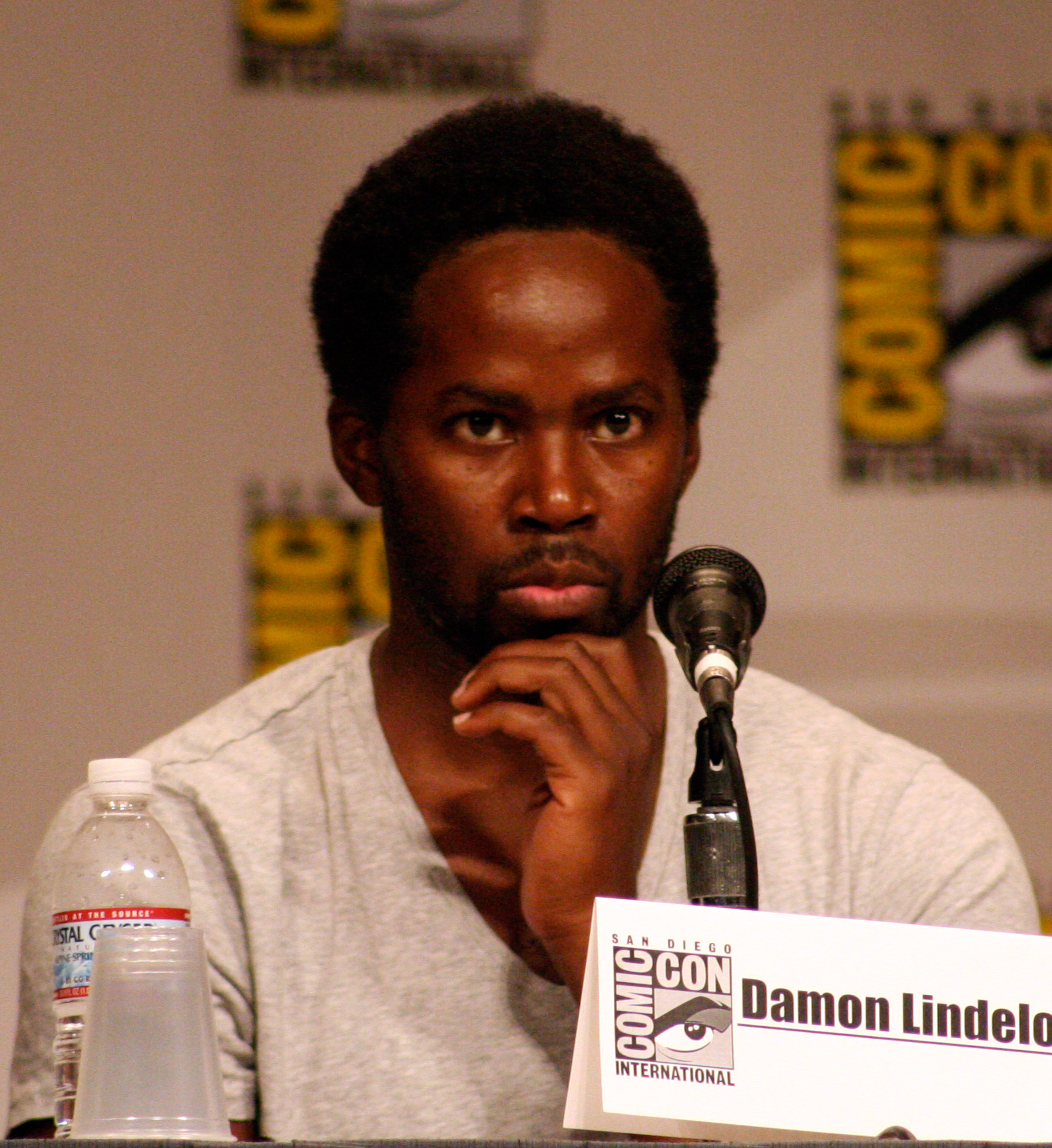
Перрино на пресс-конференции во время Comic-Con 2007.

Когда продюсеры сериала занимались подбором актёров на роли в «Остаться в живых», Гарольд Перрино находился в их поле зрения. Создатели назвали приглашение его на пробы «естественным шагом». Хотя Гарольд изначально относился к идее сериала скептически, он согласился на роль после того, как режиссёр Дж. Дж. Абрамс рассказал ему больше о проекте. Перрино в роли привлекло то, что «Майкл — это парень, вовлечённый во множество конфликтов, и мы точно не знаем почему». В первом сезоне Майкл должен был стать частью любовного треугольника с Сун (Ким Юнджин) и Джином (Дэниел Дэ Ким), но создатели отказались от этой идеи после положительной реакции зрителей на отношения между Джином и Сун. К этой сюжетной линии вернулись в мобизоде «Зарытые тайны», где Майкл с Сун почти целуются. По первоначальному плану Майкл и Джин должны были оставаться врагами на протяжении всего первого сезона, но в итоговом варианте сценария они становятся друзьями. Перрино впоследствии называл процесс съёмки первого сезона «одним из лучших годов в своей актёрской карьере».
Элизабет Сарнофф, один из сценаристов сериала, описывала сюжетную линию Майкла во втором сезоне как историю о том, «что сделает отец, чтобы спасти своего сына»; она отметила, что «нет ничего хуже, чем то, что он делает». Первоначально центральным персонажем второй серии второго сезона должен был быть Сойер (Джош Холлоуэй), однако практически в последний момент сценарий был переписан и главным героем стал Доусон. Для съёмок этой серии Перрино брал уроки плавания. Перрино не знал, что его персонаж побывал в плену у Других, пока по сюжету Майкл не застрелил Ану-Люсию (Мишель Родригес) и Либби (Синтия Уотрос). Актёр описывал съёмки эпизода серии „Дорога для двоих“, где происходит это убийство как „тяжёлый день“. Последней сценой в съёмочном процессе второго сезона была та, где Майкл вместе с Уолтом уплывали с острова. Поскольку съёмка велась дальним планом, ему нужно было уплыть на катере далеко от пирса, и к тому времени, когда он вернулся на берег, всё оборудование уже было убрано и упаковано. Он рассказывал «Было такое чувство, на самом деле. Как — ну вот и всё». Перрино был предупреждён, что его персонаж со временем вновь появится в сериале, однако продюсеры не раскрывали деталей относительно того, когда это произойдёт. Он был первым актёром, покинувшим проект, о котором было известно, что он вернётся, и единственным до Эмили де Рэвин, сыгравшей Клэр Литтлтон.
Первоначально планировалось, что Майкл вновь появится в последней серии третьего сезона, но Перрино был занят на съёмках пилотной серии «Демонов», поэтому возвращение пришлось отложить. Он появился только в седьмой серии четвёртого сезона — «Чи Ён». О его возвращении должно было быть объявлено на Comic-Con International 2007 года в Сан-Диего, по крайней мере Стивен МакФёрсон из руководства ABC сообщал ассоциации телевизионных критиков, что готовятся «некоторые громкие анонсы». Некоторые журналисты считали, что эти заявления будут сделаны на пресс-конференции, другие ожидали их на встречах с фанатами. После того как многие репортёры спрашивали, чего же касается суть этих заявлений, продюсер сериала Дэймон Линделоф связался с МакФёрсоном и разрешил ему раскрыть тайну возвращения Гарольда Перрино. На конференции Comic-Con Линделоф подтвердил, что Перрино вернётся как полноценный актёр, а не просто в качестве персонажа флешбэка. Другой продюсер, Карлтон Кьюз сказал, что «история Майкла для нас является одной из самых привлекательных линий сериала, потому что этот герой… прибегал к крайним мерам, чтобы спасти своего сына с Острова, и им удалось уплыть. Я думаю, всем было очень интересно, что же потом произошло с ним, какова его судьба… Мы чувствуем, что история Майкла станет одной из самых захватывающих частей грядущего сезона».
Перрино был разочарован тем, что его герой вернулся только для того, чтобы погибнуть, и что Майклу не предоставилось шанса воссоединиться с Уолтом. Он говорил: «это всё относится к вопросу, как авторы относятся к чёрным в сериале… Уолт превращается в ещё одного сироту. Это превращается в огромный странный стереотип, а поскольку я сам чёрный, это было мне не так интересно». Кьюз так отвечал на это: «Мы гордимся, что у нас такое расовое разнообразие персонажей. Больно, когда сюжетная линия какого-нибудь актёра заканчивается. Гарольд — фантастический артист, который многое привнёс в „Остаться в живых“». Позже Перрино говорил, что ему стоил больше подумать, прежде чем давать такой комментарий, и хотя он действительно ощущал нечто подобное, он никогда не обсуждал это с продюсерами. Гарольд сказал, что хоть он и был счастлив вернуться в сериал, но было бы неплохо заранее знать о судьбе своего персонажа.

## Критика
Первая центральная серия Майкла, «Особенный», была хорошо оценена критиками. Крис Кэработт из IGN назвал его флешбэк «душераздирающим взглядом на взаимоотношения (или их отсутствие) между ним и его сыном Уолтом». Также Кэработт, описывая то, как жизнь Доусона рушилась вокруг него, назвал игру Перрино блестящей. Киртана Рамизетти из Entertainment Weekly назвала эту серию лучшей со времени «Поход» за развитие центрального персонажа. Она писала, что одним из её любимых эпизодов за весь сезон являлся тот, где «Майкл и Уолт находятся рядом с буквами и рисунком загорелого пингвина. Очень трогательное зрелище, что эти двое наконец начинает общаться как отец и сын после всего, через что они прошли».
Первая центральная серия во втором сезоне, По течению, была принята более холодно. Мак Слокум, обозреватель сайта Filmfodder.com заметил, что «не всё здесь было интересно». Джефф Дженсен из Entertainment Weekly назвала флешбэки «самыми жалкими и неуклюже встроенными из тех, что нам довелось увидеть», потому как он не узнал из них ничего нового. Линия текущих событий с Майклом на Острове тоже подверглась критике с его стороны, Дженсен выразил мнение, что «актёры и режиссёры не были до конца уверены, что им делать с этими сценами». Три серии спустя Дженсен решил, что поведение Майкла как «плаксивого папаши» стало более утомительным. Убийство Майклом Аны-Люсии и Либби в «Дорога для двоих» Слокум назвал «самым большим шоком в истории „Остаться в живых“». C. K. Сэмпл из TV Squad писал, что несмотря на то, что он ждал гибели Либби и Аны-Люсии, личность совершившего убийство вызвала удивление. Эми Аматанджело с сайта Zap2it описывала двойное убийство как «блестящий ход», потому что «один из своих стал одним из Других». Она добавила, что это стало одним из самых потрясающих моментов сезона. Перрино рассказывал, что это вызвало серьёзное недовольство фанатов. Дженсен похвалил игру Гарольда, сказав, что «кровавое предательство Майкла трудно стерпеть, но Гарольд Перрино в этой роли убедителен».
Многие обозреватели шутили, как часто Майкл выкрикивал «Уолт!», например, Алан Сепинуолл из газеты The Star-Ledger, Эрин Мартелл из TV Squad и Джошуа Рич из Entertainment Weekly. За эту роль Перрино оказался в числе победивших на 12-й церемонии премии Гильдии киноактёров США в номинации «лучший актёрский состав в драматическом сериале».
Джошуа Рич из Entertainment Weekly имел смешанные ощущения относительно перспектив возвращения Майкла в четвёртом сезоны, ведь хотя он и признавал Перрино среди своих любимых актёров, им отмечалось то, насколько спокойнее стало в сериале без постоянных криков этого героя. Крис Кэработ, сотрудник IGN, назвал возвращение Майкла Доусона «наиболее плохо сохранённым секретом в истории „Остаться в живых“», но тем не менее находил это событие захватывающим. Алан Сепинуолл отмечал «прекрасную работу мистера Перрино» в серии «Знакомьтесь — Кевин Джонсон». Сепинуолл писал, что «напряжение Майкла, с которым он пытается мириться с чувством вины за фаустовскую сделку ради спасения Уолта, стало ещё одним волнующим примером того, как сценаристы пытаются в этом сезоне исходить из эмоционального влияния всего, произошедшего ранее». Синтия Литтлтон из Variety была «действительно счастлива» вновь увидеть Майкла и по этому поводу писала: «Перрино на этот раз играет как надо — никаких истерик или „жевания декораций“, только человек, пытающийся сделать верный поступок, на протяжении почти всего времени». Бен Роусон-Джонс с интернет-портала Digital Spy отмечал, что «суицидальное состояние было отлично передано, и в процессе возникало множество шокирующих и захватывающих моментов». До показа финала четвёртого сезона Джефф Дженсен поставил неудачные попытки самоубийства Майкла на тринадцатое место среди лучших моментов сезона, однако добавив, что эта сюжетная линия не соответствовала поднятому вокруг неё ажиотажу. Оскар Даль, обозреватель BuddyTV назвал смерть Майкла «кульминацией довольно тусклой сюжетной арки».